# Tuffi ai XVII Giochi panamericani - Piattaforma 10 metri sincro maschile
Il concorso dei tuffi dalla piattaforma 10 metri sincro maschile dei XVII Giochi panamericani si è svolto il 13 luglio 2015 presso il CIBC Pan Am/Parapan Am Aquatics Centre and Field House di Toronto in Canada.

## Programma
| Data           | Ora   | Evento |
| -------------- | ----- | ------ |
| 13 luglio 2015 | 19:45 | Finale |

## Risultati
| Class   | Atleti                            | Nazione     | Punti  |
| ------- | --------------------------------- | ----------- | ------ |
| Oro     | Jeinkler Aguirre José Guerra      | Cuba        | 439.14 |
| Argento | Vincent Riendeau Philippe Gagné   | Canada      | 404.34 |
| Bronzo  | Víctor Ortega Juan Guillermo Rios | Colombia    | 403.23 |
| 4       | Ivan Garcia José Ruvalcaba        | Messico     | 381.18 |
| 5       | Zachary Cooper Ryan Hawkins       | Stati Uniti | 348.39 |